# Guinness Sports Ground
Der Guinness Sports Ground war eine Spielstätte für Feldhockey im London Borough of Brent.
Die Spielstätte befand sich im Stadtteil Park Royal neben der ehemaligen Guinness-Brauerei. Während den Olympischen Sommerspielen 1948 war der Platz Austragungsort mehrere Vorrundenpartien des Hockeyturniers. Inzwischen wurde auf dem Gelände eine Wohnsiedlung mit einer Grünanlage errichtet.